# عرض أزياء

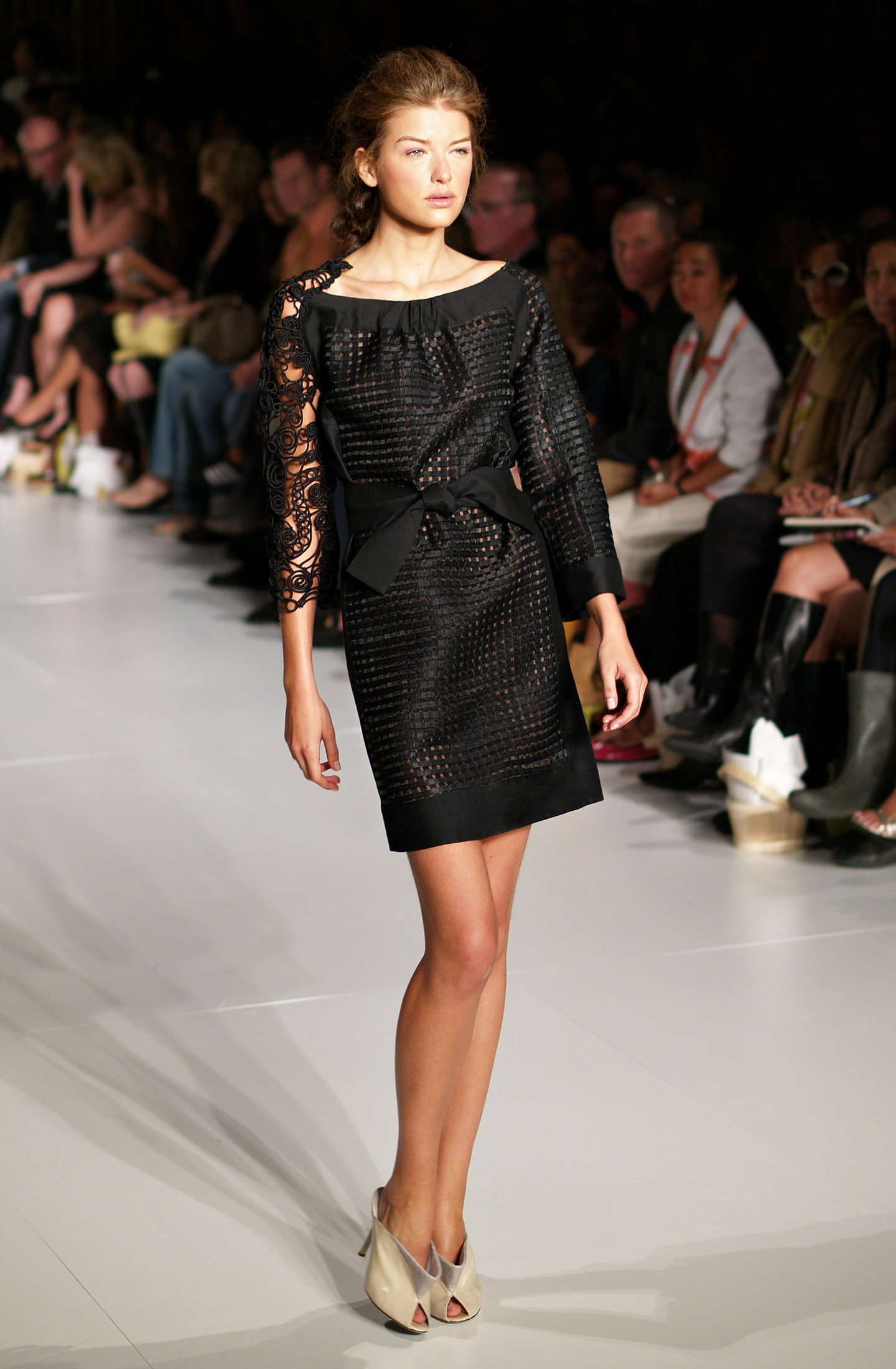
عارضة الأزياء ناتاليا غوتسي أثناء عرض أزياء.

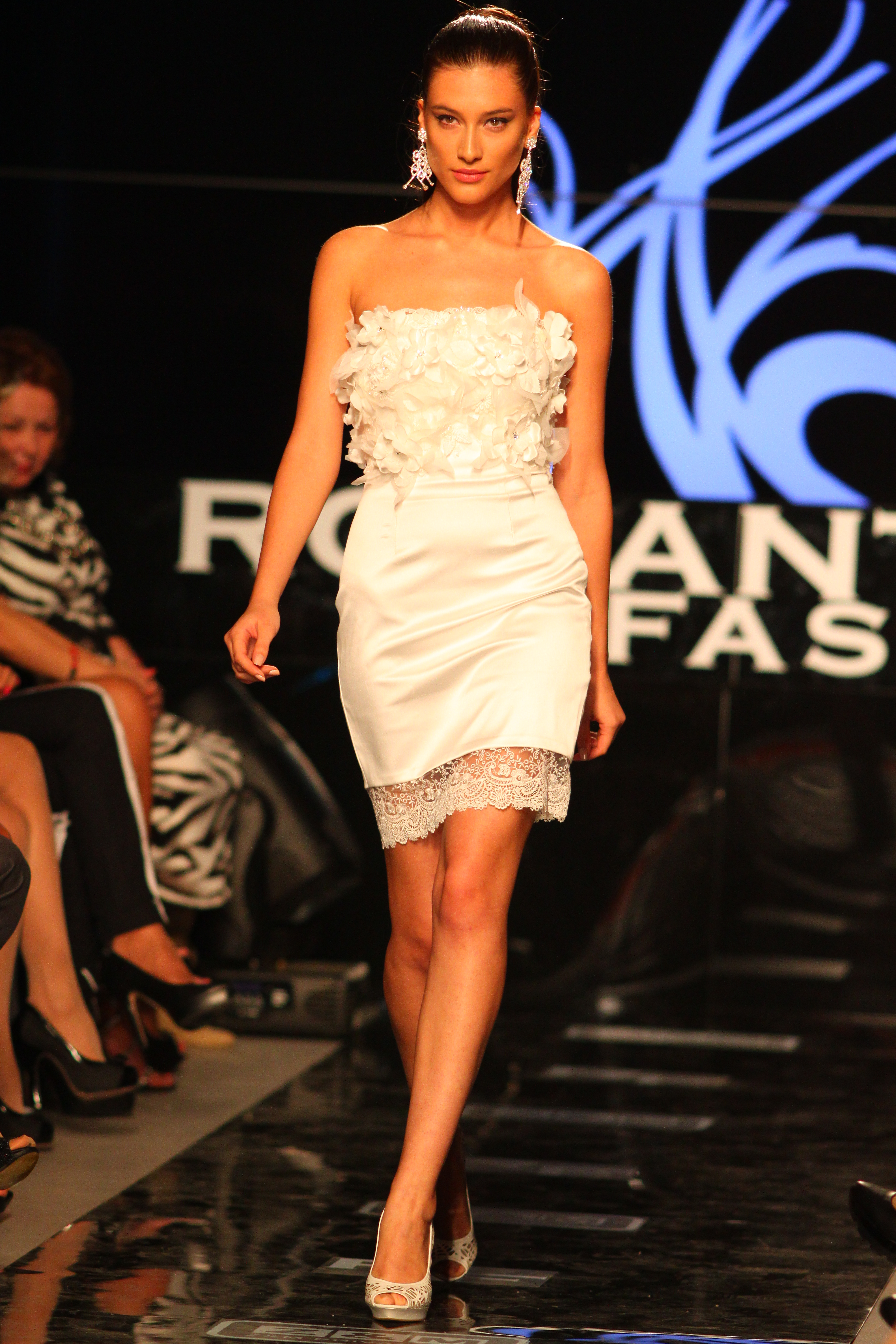
إحدى عارضات الأزياء أثناء عرض أزياء في بلغاريا.

عرض الأزياء هو نوع من الفنون التعبيرية التي يقدم فيها الأشخاص واحدا واحدا أمام مجموعة من الأشخاص الذين يرون ويختارون الأزياء والأكسسوارات المعروضة من قبل أحد المصممين وغالبا ما يكون مؤطرا من إحدى الشركات المشهورة في الملابس والأكسسوارات.

## تقديم
عرض الأزياء يقع دائما بمساعدة عارض أو عارضة أزياء محترف(ة) أين يكون العارض منظم لإحدى شركات عرض الأزياء. العارض يسير ذهابا وإياب على منصة طويلة بين الحرفاء والزبائن والمستدعين والشخصيات المرموقة وكذلك الصحفيين. يكون العرض عادة مفتوح على العالم أين يقدم المصمم أو الشركة المصممة الرؤية الخاصة لها بخلق أو عرض موضة جديدة لتسويقها مستقبلا وهنا يتم وضع إدارة العلامات التجارية.

الملابس التي تعرض عادة ما تعرض للبيع بعد جهوزها. المصمم البريطاني جون غاليانو الذي يعمل لدى الشركة الفرنسية ديور يقول أنه: «العرض هو عطر، بل بنزين المجموعة الجديدة. هو طريقة ومصدر إلهام للمشترين والصحفيين، بعد ذلك غرفة العرض تلعب الدور الرئيسي أين يتم عرض مجموعة الملابس والأكسسوارات التي تعاد صياغتها للتناسب مع السوق».

من جهة أخرى، أغلب المبيعات المهمة للمشترين المحترفين تمت صناعتها وتصميمها مسبقا، إذن قدم العرض فقط «القوة الإنتاجية والإبداعية للشركة المصممة والمصنعة».

في الهوت كوتور، يتم العرض أثناء أسبوع باريس للموضة. وبالنسبة لبقية العروض فإن أسابيع الموضة تقدم في أماكن عدة من العالم أساسا في عواصم العالم المشهورة كنيويورك، باريس، لندن، ميلان.

### الإفراط
عدة مصممين عرفوا بعروضهم الكثيرة المشهودة لها مثل حسين شالاين، توم براون، مارتان مارجييلا، جون غاليانو.

في السنوات 2000، المدة التي شهدت فيها عروض الأزياء إفراط كبير من قبل الشركات المشهورة، أصبحت تكلفة تنظيم هذه العروض كبير جدا، وحسب المصمم الفرنسي ديدييه غرومباخ فإن أقل تكلفة هي 000 100 يورو، بينما تصل لأكثر من 5 ملايين يورو عند شركات شانيل وديور ولويس فويتون. المصممين المشهورين كذلك يكلفون كثيرا ويحتلون مكانا مهما من التكلفة الإجمالية كغيرهم من عارضي الأزياء.

## التاريخ
إذا كان تشارلز فريدريك وورث هو أصل عرض الأزياء، فإن المصممة لوسي دف جوردن هي من قامت بتمثيل دور عارضة الأزياء. أول عرض لها كان عنوانه فساتين العاطفة.

في 1911، لوسي دف جوردن فتحت متجرها في باريس واستدعت عارضي الأزياء لأخذ وضعيات درامية.

السنوات 1920 جلبت معها مصادر جذب للأداء ات الفنية للعرض، خاصة مع إدماج الرقص، والموسيقى والديكور.

في 1923، المصممة جين باكين قامت بعرض عارضي أزيائها في مسرح «بلاس دو لوندر». 

الراقصة الأمريكية إيران كاستل أسست لفائدة كوكو شانيل مرحلة عائلية للعروض «الوركين إلى الأمام، تدلي الكتفين، يد في الجيب، وأخرى تتحرك».

إلسا شياباريلي عقدت التطبيق العملي للعرض بإختراعها لمواضيع مختلفة لعروضها، من بينهم موضوع السيرك الذي لاقى أثر وطني.

منذ السنوات 1960، الموسيقى أخذت مكانها عند بدأها في لحظة النطق بأرقام العروض. أندريه كوراج، باكو رابان، أو كذلك بيير كاردان، خلقوا مراحل أكثر مفاهيمية. بداية فيلم المخرج ويليام كلاين «من أنت بولي ماغو» (1966)، يوضح تماما جو العرض. 

في 1980، مع «المخترعين الشباب» للموضة، كان لعرض الأزياء سيناريو حقيقي، وأصبح «عرض-أزياء» بالنسبة لتياري موغلر، المصمم.

في السنوات 1950، كان عرض أزياء الهوت كوتور يبقى لمدة ساعة ونصف، ثم بعد عشرة سنوات أصبحت مدته خمسة وأربعون دقيقة أي النصف، وأربعين سنة بعد ذلك أصبحت المدة عشرين دقيقة، وفي أيامنا هذه لا تتعدى مدة عرض أزياء الهوت كوتور بين ستة أو أحد عشر دقيقة.

## عروض أزياء تاريخية في فرنسا
بعض العروض تكون ذات شهرة دائمة للموضة. في عدة حالات، يعتبر العرض تاريخ تحول عدة مجموعات ثياب أو أكسسوارات من التصميم إلى الرمز. ولكن في بعض الأوقات تجلب العروض منتوجات جديدة.

في 1947، كريستيان ديور، يفتحه متجر تصميمه الخاص، والذي أصبح الآن من أشهر مجموعات الملابس والأكسسوارات والعطور في التاريخ. سنة العرض أصبحت تاريخ ثوري خاصة بعد سنوات الحرب. بعد وفاة ديور ستة سنوات فيما بعد، تم تعيين إيف سان لوران لترأس دار التصميم، وهنا قام لوران بتقديم جموعته تراباز، وتريومف.
 بهذا العرض، قام لوران بإظهار قدراته في التصميم، وبي أن الشركة تستطيع البقاء في غياب مالكها الرئيسي. 
 يذكر أن إيف سان لوران قد أسس فيما بعد ماركته الخاصة والتي أصبحت كذلك تضاهي الماركات العالمية.

في 1964، جدد أندريه كوراج النظام القديم في الموضة والعرض بمجموعته «ذو مون غارل» ذات الروح الكونية، واحتوت تنورات قصيرة، وجعل عارضيه يرقصون ويتحركون، أندريه كوراج، غير أثناء مسيرته حتى مبدأ العرض.

راي كاواكوبو قدم لأول مرة في باريس مجموعته في سنة 1981، وكان أنذاك غير معروف كثيرا، ولكن الآن بقي مع عرض ديور من أكثر العروض شهرة في التاريخ. ثلاث سنوات بعد ذلك، تياري موغلر قدم عرضا في زينيت باريس، وكان الدخول غير مجاني إذ كان على من يريد الدخول أن يدفعوا مبلغا من المال.

من أشهر المصممين الفرنسيين:
- إيف سان لوران.
- لويس فويتون.
- كريستيان لاكروا.
- كريستيان ديور.
- كوكو شانيل.